# Heterochelus pickeri
Heterochelus pickeri är en skalbaggsart som beskrevs av Dombrow 1997. Heterochelus pickeri ingår i släktet Heterochelus och familjen Melolonthidae. Inga underarter finns listade i Catalogue of Life.